# Dr. Jekyll i Mr. Hyde (1931.)
Dr. Jekyll i Mr. Hyde američki je horor film iz 1931. godine, snimljen prije uvođenja strogih pravila cenzure, u režiji Roubena Mamouliana. Glavnu ulogu tumači Fredric March, koji igra opsjednutog doktora koji testira novu formulu sposobnu osloboditi unutarnje demone ljudi. Film je adaptacija priče Neobičan slučaj doktora Jekylla i gospodina Hydea iz 1886., autora Roberta Louisa Stevensona, o čovjeku koji uzima napitak koji ga pretvara iz blagoga i mirnog znanstvenika u ubojicu manijaka.
Film je po izlasku doživio i kritički i komercijalni uspjeh. Bio je nominiran za tri Oscara, a Fredric March osvojio je nagradu za najboljeg glumca, koju je podijelio s Wallaceom Beeryjem za film Šampion.

## Radnja
Dr. Henry Jekyll (Fredric March), ljubazan engleski liječnik u viktorijanskom Londonu, uvjeren je da u svakom čovjeku postoje impulsi za dobro i zlo. Duboko je zaljubljen u svoju zaručnicu Muriel Carew (Rose Hobart) i želi je odmah oženiti, no njezin otac, brigadni general Sir Danvers Carew (Halliwell Hobbes), naređuje im da pričekaju.
Jedne noći, dok se vraća kući sa svojim kolegom dr. Johnom Lanyonom (Holmes Herbert), Jekyll primijeti pjevačicu iz bara, Ivy Pierson (Miriam Hopkins), koju napada muškarac ispred njezine pansiona. Jekyll otjera napadača i nosi Ivy u njezinu sobu kako bi joj pružio pomoć. Ivy pokušava zavesti Jekylla, i iako je u iskušenju, on naposljetku odlazi s Lanyonom.
Dok Sir Danvers vodi Muriel u Bath, Jekyll počinje eksperimentirati s drogama za koje vjeruje da će osloboditi njegovu mračnu stranu. Nakon što popije pripremljeni napitak, transformira se u Edwarda Hydea – impulzivnog, sadističkog, nasilnog i nemoralnog čovjeka koji zadovoljava svaku svoju želju.
Hyde pronalazi Ivy u glazbenoj dvorani u kojoj radi. Nudi joj financijsku potporu u zamjenu za njezino društvo. Zajedno borave u njezinoj kući, gdje Hyde siluje i psihološki manipulira Ivy. Kada Hyde pročita u novinama da se Sir Danvers i Muriel planiraju vratiti u London, napušta Ivy, ali je prijeti da će se vratiti kada to najmanje očekuje.
Preplavljen krivnjom, Jekyll šalje Ivy 50 funti. Po savjetu svoje gazdarice, Ivy odlazi vidjeti dr. Jekylla i prepoznaje ga kao čovjeka koji ju je one noći spasio od nasilja. U suzama mu ispriča svoju situaciju s Hydeom, a Jekyll je uvjerava da ga više nikada neće vidjeti.
No sljedeće noći, dok hoda prema zabavi kod Muriel, gdje će se objaviti datum vjenčanja, Jekyll se ponovno pretvara u Hydea pri pogledu na mačku koja vreba i ubija pticu. Umjesto da ode na zabavu, Hyde odlazi u Ivyinu sobu i brutalno je ubija.
Hyde se vraća u Jekyllovu kuću, ali ga batler odbija pustiti unutra. U očaju, Hyde piše pismo Lanyonu u kojem ga instruira da uzme određene kemikalije iz Jekyllovog laboratorija i ponese ih kući. Kada Hyde stigne, Lanyon ga dočeka s pištoljem i zahtjeva da ga odvede do Jekylla. Bez drugog izbora, Hyde popije formulu i pred zaprepaštenim Lanyonom ponovno se pretvori u Jekylla.
Svjestan da ne može kontrolirati preobrazbe, Jekyll odlazi u dom Carewovih i raskida zaruke, Nakon odlaska, stoji na terasi i promatra Muriel kako plače. Taj prizor izaziva još jednu transformaciju, te se Jekyll ponovno pretvara u Hydea. Ulazi u kuću i napada Muriel. Sir Danvers ga pokušava zaustaviti, no Hyde ga brutalno prebija do smrti Jekyllovim štapom za hodanje. 
U očajničkom bijegu, Hyde se vraća u Jekyllov laboratorij, gdje žurno uzima formulu kako bi se ponovno pretvorio u Jekylla.
Lanyon prepoznaje slomljeni štap ostavljen na sceni zločina i vodi policiju do Jekyllova doma. Kad policija stigne, Jekyll pokušava uvjeriti sve da je Hyde već otišao, no Lanyon inzistira da su Jekyll i Hyde ista osoba. U tom trenutku, pod ogromnim stresom, Jekyll se ponovno transformira u razbješnjelog Hydea.
Uslijedi žestoka borba dok Hyde očajnički pokušava pobjeći, ali policija ga naposljetku svlada. Jedan od policajaca puca u Hydea, smrtonosno ga ranjavajući. Dok umire, pretvori se nazad u Jekylla.

## Uloge
- Fredric March kao dr. Henry Jekyll / gospodin Edward Hyde
- Miriam Hopkins kao Ivy Pierson
- Rose Hobart kao Muriel Carew
- Holmes Herbert kao dr. John Lanyon
- Halliwell Hobbes kao brigadni general Danvers Carew
- Edgar Norton kao Poole
- Tempe Pigott kao gospođa Hawkins
- Arnold Lucy kao Utterson
- Cahit Irgat
- Pukovnik McDonnell kao Hobson

Izvor: 

## Produkcija
Film je snimljen prije potpune primjene Produkcijskog kodeksa, a danas je zapamćen po svom snažnom seksualnom sadržaju, koji se uglavnom očituje u liku barske pjevačice Ivy Pierson, koju je glumila Miriam Hopkins. Kada je ponovno pušten u distribuciju 1936. godine, Kodeks je zahtijevao da se iz filma ukloni 8 minuta prije nego što može biti distribuiran u kina. Ova snimka je vraćena za VHS i DVD izdanja.